# Right Now (Leon Jackson)
Right Now è l'album di debutto del cantante pop britannico Leon Jackson.
L'album è stato pubblicato il 20 ottobre 2008 dall'etichetta discografica Sony BMG ed è stato prodotto da Steve Mac.
Sono stati estratti il singolo When You Believe, cover dell'omonima canzone di Mariah Carey e Whitney Houston, pubblicato nel 2007 con successo, Don't Call This Love, Creative e Stargazing.

## Tracce
1. Don't Call This Love – 4:11
2. Creative – 3:56
3. Stargazing – 4:13
4. All in Good Time – 3:43
5. Right Now – 2:19
6. You Don't Know Me – 4:05
7. Ordinary Days – 4:09
8. A Song for You – 3:52
9. Fingerprints – 3:40
10. Could Do Better – 4:12
11. Misty Blue – 3:40
12. Calendonia – 3:34

UK Bonus Track
1. When You Believe - 4:14

## Classifiche
| Classifica (2008) | Posizione raggiunta |
| ----------------- | ------------------- |
| Regno Unito       | 4                   |